# Муту, Адриан
Адриа́н Му́ту (рум. Adrian Mutu; род. 8 января 1979, Кэлинешти, Арджеш) — румынский футболист, нападающий; тренер. Известен по выступлениям за такие клубы, как «Интернационале», «Челси», «Ювентус» и «Фиорентина».

## Клубная карьера

### Ранняя карьера
Муту начал свою карьеру в румынском клубе «Арджеш». Дебютировал 15 марта 1997 в мачте против «Оцелула». Муту провёл за «Арджеш» 41 матч и забил 11 голов, после чего был продан в бухарестское «Динамо» за 600 тысяч евро.
Его отличная игра за «Динамо» показывала, что Муту недолго осталось играть в Румынии. Он забил 22 гола в 33 играх и внёс большой вклад в успех «Динамо» в чемпионате и Кубке страны. Однако когда клуб выиграл эти трофеи, Муту уже был отпущен играть за миланский «Интернационале».
Присоединившись к «Интеру» в середине сезона за 6 миллионов евро, Муту отлично дебютировал в Кубке Италии, забив в дерби с «Миланом» уже через 9 минут после своего появления на поле, чем помог своей команде установить окончательный счёт 3:2. Однако он не смог поддерживать ту же форму в Серии А. Он провёл всего 10 матчей и не забил ни единого гола. В следующем сезоне он был отправлен в аренду в «Верону», прежде чем они выкупили его за 4 миллиона евро. В матче 18-го тура чемпионата 2001/02 Муту забил два гола в Риме местной «Роме», что, впрочем, не спасло «Верону» от поражения со счётом 2:3.
В сезоне 2001/02 он был куплен «Пармой» за 10 миллионов евро.

### «Челси»
В сезоне 2004/05 у Муту сложились сложные отношения с новым главным тренером Жозе Моуринью, Муту обвинял Моуринью во лжи о том, что он был травмирован во время матча отборочного цикла чемпионата мира 2006 со сборной Чехии. В сентябре 2004 года в результате анализа его допинг-пробы в крови у Муту был обнаружен кокаин, и 29 октября 2004 с ним разорвали контракт. Игрок также был дисквалифицирован на 7 месяцев (до 18 мая 2005 года) и оштрафован на 20 тысяч фунтов от Футбольной ассоциации Англии.
6 июня 2008 года ФИФА обязала Муту выплатить «Челси» компенсацию в размере 9,6 миллионов фунтов (12 миллионов евро). 31 июля 2009 года Спортивный арбитражный суд отклонил протест Муту об уменьшении размера штрафа, и даже увеличил его до 14,65 миллионов фунтов (17,17 миллионов евро). Это самый большой штраф, когда-либо наложенный ФИФА. Однако 20 октября 2009 года швейцарский суд постановил, что Муту не обязан выплачивать «Челси» штраф. Но все же, 14 июня 2010 года Спортивный арбитражный суд Лозанны оставил в силе решение ФИФА по делу Адриана Муту. ФИФА постановила, что игрок должен заплатить своему бывшему клубу 14,3 миллионов фунтов (17,2 миллионов евро).

### «Ювентус»
12 января 2005, будучи ещё дисквалифицированным, Муту подписал пятилетний контракт с итальянским клубом «Ювентус». Так как «Ювентус» не мог купить ещё одного игрока, не являющегося гражданином Евросоюза из-за рубежа, то они попросили сделать это дружественный им клуб «Ливорно», который сразу же продал Муту в «Ювентус». Он впервые появился в составе «бьянконери», выйдя на замену в матче с «Кальяри» в последнем туре. В сезоне 2005/06 он забил 7 мячей в 32 матчах. В Лиге чемпионов Муту сыграл 8 матчей и забил 1 гол.
Я был так счастлив в «Ювентусе», это было фантастическое время для меня. Я выиграл в Турине два скудетто. Да, потом случился «кальчополи», но я всё равно чувствую, что заслужил их. Особенно сильная связь у меня была со Златаном Ибрагимовичем. Я не хотел уходить в 2006 году, но в конце концов оказался в «Фиорентине».

### «Фиорентина»
8 июля 2006 «Фиорентина» купила Муту за 8 миллионов евро. Муту вновь оказался под руководством прекрасно знакомого ему ещё по «Парме» Чезаре Пранделли. Муту оказался очень удачным партнёром для нападающего Луки Тони — вместе они забили 32 мяча в сезоне 2006/07. Муту был назван лучшим игроком сезона по версии Il Calcio, на его счету 16 голов и 8 голевых передач в 33 матчах. После этого сезона «Рома» предложила за Муту 20 миллионов евро, но он решил продлить контракт с «Фиорентиной».
30 ноября 2008, в его 200-м матче в Серии А, Муту был капитаном «Фиорентины» в матче с «Ромой». 2 февраля 2009 Муту забил свои 100-й и 101-й мячи в Серии А в матче с «Болоньей». 15 февраля 2009 Муту оформил свой первый хет-трик в матче с «Дженоа». После того как генуэзцы повели со счётом 3:0, Муту реализовал пенальти, забил со штрафного и с игры в компенсированное время, сделав счёт ничейным — 3:3. Несмотря на тяжёлую травму локтя, Муту забил 14 голов в сезоне 2008/09, вместе с Альберто Джилардино они стали одной из десяти лучших связок нападающих в истории «Фиорентины», забивших больше всех мячей за один сезон (33 мяча на двоих в сезоне 2008/09).
В конце января 2010 года в пробе Муту, взятой после матча серии А с «Бари», был обнаружен сибутрамин. 19 апреля Муту был дисквалифицирован на срок в 9 месяцев. Дисквалификация футболиста закончилась 29 октября 2010 года.
17 мая 2011 года появилась информация, что Адриан днём ранее подписал предварительный контракт с российским клубом «Кубань», о намерении которой приобрести его сообщалось и ранее, поскольку Муту в рядах своей команды хочет видеть главный тренер клуба Дан Петреску. Однако в тот же день данная информация была опровергнута спортивным директором «Кубани» Сергеем Доронченко, по словам которого, клуб не вёл и не ведёт никаких переговоров, и вообще интереса к Адриану не имеет.

### Дальнейшая карьера
23 июня 2011 года Муту перешёл в «Чезену», подписав контракт на 2 года.
28 августа 2012 года Адриан подписал контракт с французским клубом «Аяччо». За новый клуб румын забил 4 гола в 18 матчах, чем привлёк внимание «Дженоа» в январе 2013 года — итальянский клуб собиралась усилить линию нападения. Но французская сторона наотрез отказалась расставаться с форвардом, рассчитывая на него в борьбе за выживание в Лиге 1, однако с лета 2013 года он не забил ни разу. 9 ноября 2013 года румынский клуб 2-го дивизиона «Петролула» сообщил, что Муту присоединится к команде в качестве играющего тренера в январе 2014 года, поэтому по окончании 2013 года французский клуб и игрок расторгли контракт по обоюдному согласию.
Являлся спортивным директором клуба «Динамо» (Бухарест).

## Достижения

### Командные
Динамо (Бухарест)
- Чемпион Румынии: 1999/2000

Интернационале
- Финалист Кубка Италии: 1999/2000

Ювентус
- Чемпион Италии: 2004/05, 2005/06 (оба титула аннулированы вследствие Кальчополи)
- Обладатель Кубка Жоана Гампера: 2005
- Финалист Суперкубка Италии: 2005

### Личные
- Футболист года в Италии по версии Guerin Sportivo: 2007
- Футболист года в Румынии по версии Gazeta Sporturilor: 2003, 2005, 2007, 2008
- Лучший бомбардир Кубка Италии: 2009/10[17]
- Включён в зал славы футбольного клуба «Фиорентина»[18]

## Личная жизнь
Супругой Адриана была женщина по имени Александра, от этого брака у него есть сын Марио. В 2004 году Муту развёлся с супругой, подав в суд иск с требованием оставить ему сына. После развода Муту приписывали множество романов и встреч: в частности, он якобы встречался с румынской певицей и эротической моделью Лаурой Андрешан. В то же время он был в сильной депрессии, из-за чего стал не только крутить романы, но и, по словам его агента, употреблять кокаин. Сам Муту изначально утверждал, что принимал только виагру для повышения потенции и никогда не употреблял наркотики.